# Thomas Händel

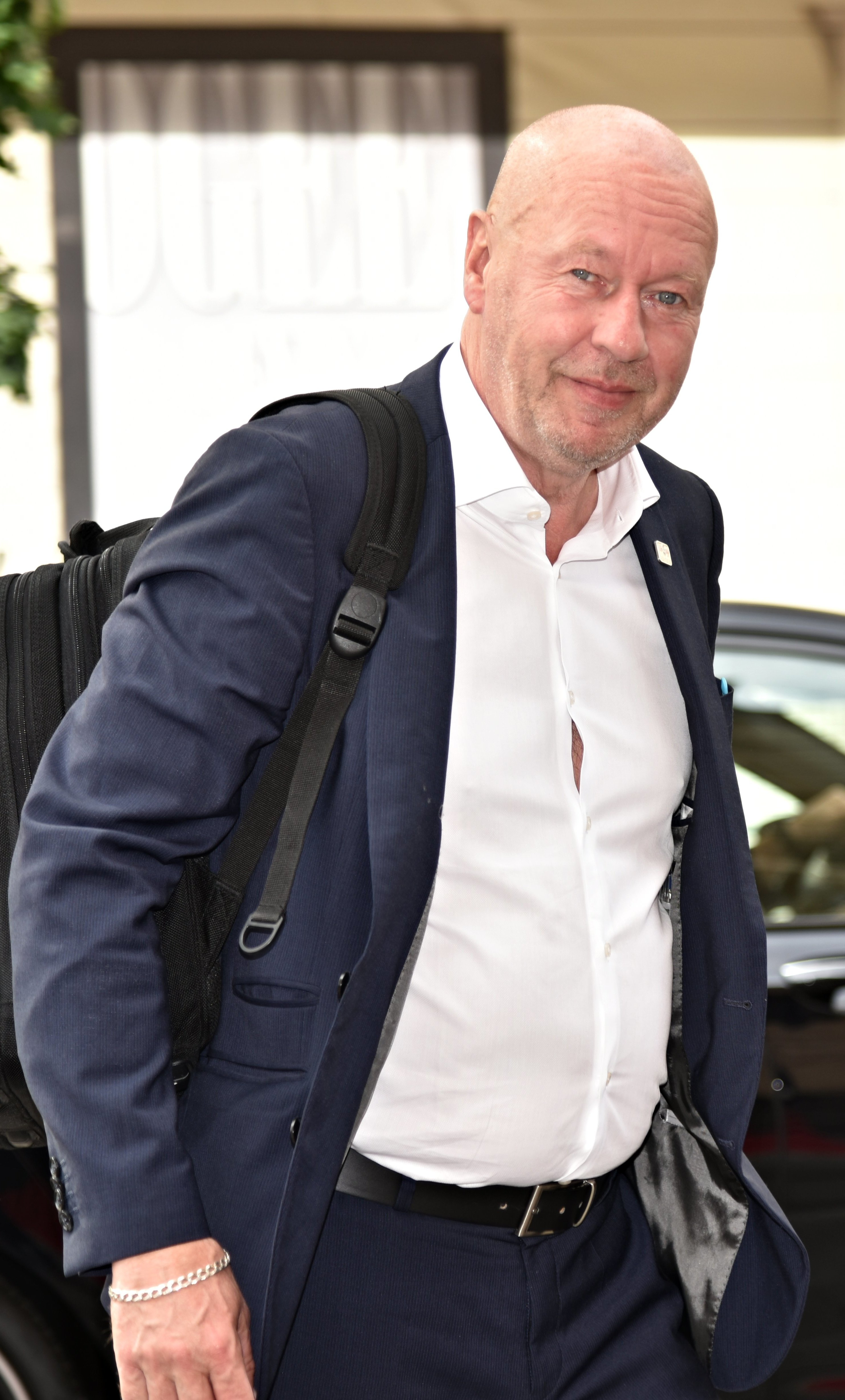
Thomas Händel

Thomas Händel (* 27. August 1953 in Nürnberg) ist ein deutscher Politiker (Die Linke) und Gewerkschafter.

## Leben
Thomas Händel wurde 1953 in Nürnberg geboren und wuchs in Fürth auf. Er lernte bei der Grundig AG Elektromechaniker und war dort als Sachbearbeiter tätig. Er wurde Mitglied der IG Metall und von seinen Kollegen zuerst zum Jugendvertreter, später in den Betriebsrat gewählt.
Er studierte an der Akademie für Arbeit an der Universität Frankfurt am Main. Danach wurde Händel dort Assistent unter anderem für Wolfgang Abendroth. Diese Begegnung prägte Händel deutlich.
Ab 1972 war Händel Mitglied der SPD. Spätestens mit den Einschnitten von Bundeskanzler Gerhard Schröder in die sozialen Sicherungssysteme vertiefte sich der Graben zwischen den Sozialdemokraten, die ihre Partei als Sachwalter der abhängig Beschäftigten und Arbeitslosen sehen wollten, und denjenigen, die mit der Agenda 2010 den neoliberalen Umbau von Wirtschaft und Gesellschaft vorantrieben.
1979 holte ihn Georg Benz als Mitarbeiter zum Vorstand der IG Metall, die ihn unter anderem auch in den damals bedeutenden bundesweiten „Koordinierungs-Ausschuss“ der Friedensbewegung schickte. Auf dem Höhepunkt der atomaren Nachrüstung Anfang der 80er Jahre bewegte die Friedensbewegung mit hunderttausenden von Demonstranten die Republik und erschütterte die SPD.
1987 wurde Händel in Fürth erstmals und bis 2012 wiederholt zum Geschäftsführer der IG Metall gewählt. Er wurde Aufsichtsrat der Grundig AG und ehrenamtlicher Richter am Landesarbeitsgericht. In etlichen Tarifrunden der Metall- und Elektroindustrie war er Streikleiter. 1992 gründete er mit anderen das gewerkschaftsnahe Bildungsinstitut „biko“ und wurde deren Geschäftsführer.
Zusammen mit anderen verfasste Händel im März 2004 einen Aufruf zur Gründung der „Initiative Arbeit und Soziale Gerechtigkeit“. Die Initiative verstand sich als Gegenpol zum „Agenda“-Kurs der SPD-Führung.
Im Juni 2004 wurde Händel deshalb, ebenso wie die anderen Verfasser des Aufrufes, ohne Anhörung aus der SPD ausgeschlossen.
Aus dieser Initiative entstand im Januar 2005 die Partei „Arbeit & soziale Gerechtigkeit – Die Wahlalternative“, kurz WASG. Thomas Händel war eines der vier geschäftsführenden Vorstandsmitglieder und Bundesschatzmeister der WASG, die sich 2007 mit der PDS zur Partei „Die Linke“ zusammenschloss.
Seit 2009 war Thomas Händel Mitglied der Fraktion der vereinigten Linken im Europaparlament und Koordinator der Fraktion im Ausschuss für Beschäftigung und soziale Angelegenheiten und als stellvertretendes Mitglied des Ausschusses für Wirtschaft und Währung. Der frühere hauptamtliche Gewerkschafter aus Franken kümmert sich vor allem um die Wirtschafts- und Beschäftigungspolitik. Bei der Europa-Wahl 2014 war Thomas Händel auf Platz zwei männlicher Spitzenkandidat der Europaliste der Linken.
2014 wurde er von seiner Fraktion ausgewählt, den einzigen seiner Fraktion zustehenden Ausschussvorsitz im Europäischen Parlament zu übernehmen und leitete bis zur Europawahl 2019 den Ausschuss für Beschäftigung und soziale Angelegenheiten. Ferner war er stellvertretendes Mitglied im Binnenmarkt- und Verbraucherschutz-Ausschuss sowie Mitglied der Delegation zu den Südostasiatischen Staaten und ASEAN.
Seine Kandidatur für die Europawahl 2019 zog Händel zurück.
Händel ist stellvertretender Vorsitzender der „Rosa-Luxemburg-Stiftung“. Thomas Händel schreibt häufiger in nationalen und internationalen Publikationen und ist Autor und Herausgeber einiger Schriften und Bücher.

## Schriften
- mit Axel Troost: Von der Sozialstaatspartei zur neuen LINKEN – Eine Geschichte der Wahlalternative Arbeit und soziale Gerechtigkeit (WASG), VSA-Verlag, ISBN 978-3-89965-712-8.
- mit Klaus Ernst und Katja Zimmermann (Hg.): Was war? Was bleibt? Wege in die WASG, Wege in DIE LINKE VSA Verlag, ISBN 978-3-89965-522-3.
- mit Axel Troost (Hg.): Arbeitszeitentwicklung in Europa, mit Texten von Steffen Lehndorff, Alexandra Wagner, Christine Franz, Axel Troost, Thomas Händel, Bildungskooperation Mittelfranken e. V.
- mit Cornelia Ernst, Jürgen Klute, Martina Michels, Helmut Scholz, Gabriele Zimmer (Hrsg.): Europa.Besser.Links - Das Buch zur Wahl, Ein E-Book der GUE/NGL.
- mit Klaus Dörre, Frank Puskarev, Werner Zipperer: Prekarisierung in Europa, Bildungskooperation Mittelfranken, Wolfgang-Abendroth-Stiftungs-Gesellschaft, 90762 Fürth
- mit Franz Garnreiter Werner Zipperer: Was ist eigentlich Neoliberal? Wolfgang-Abendroth-Stiftungs-Gesellschaft Fürth &.biko Mittelfranken